# 대리집행
대리집행(代理執行)은 일종의 행정절차상 강제집행을 말한다. 법률상 또는 행정 규칙상 의무를 수행해야 할 사람이 사무를 집행하지 않거나 요구되는 능률 수준으로 집행 능력이 없는 경우 행정청이 대신 집행하거나 제3자에게 이관하여 대리로 집행하는 것이다. 행정청은 의무자에게 일정 기간 내에 필요 조치를 취하도록 명령할 수 있으며, 만약 의무 이행자가 복종하지 않을 경우에는 법원의 직무이행 명령에 의해 이를 강제로 할 수 있다.